# Manihot violacea
Manihot violacea är en törelväxtart som beskrevs av Johann Baptist Emanuel Pohl. Manihot violacea ingår i släktet Manihot och familjen törelväxter.

## Underarter
Arten delas in i följande underarter:
- M. v. recurvata
- M. v. violacea

## Bildgalleri

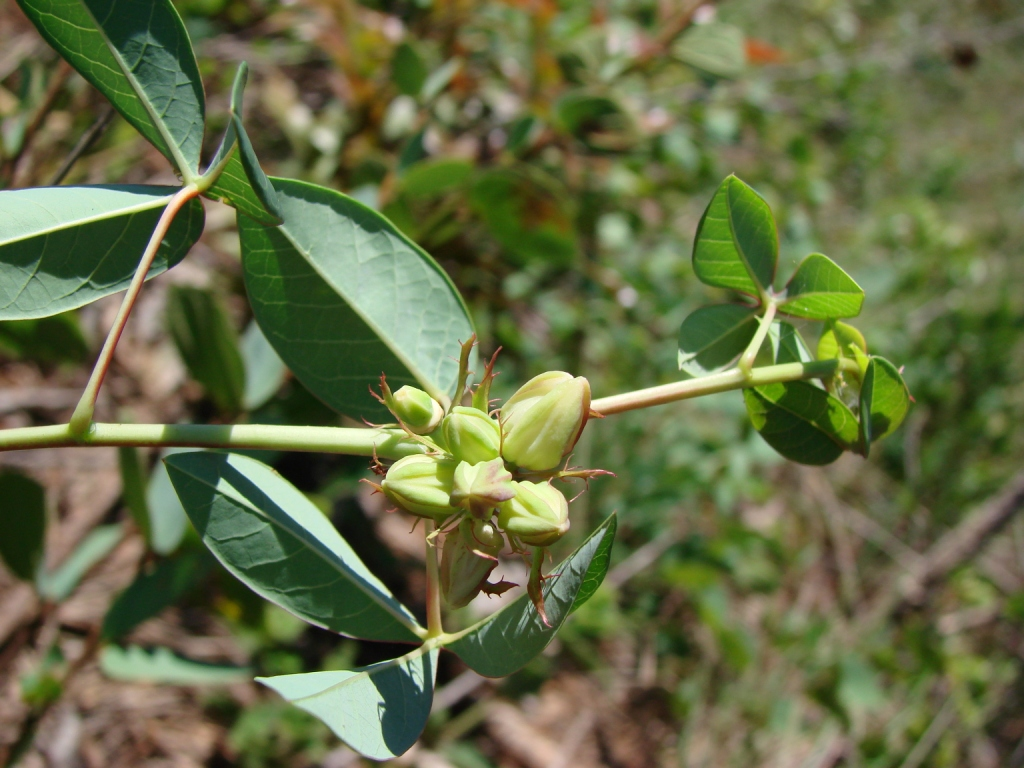
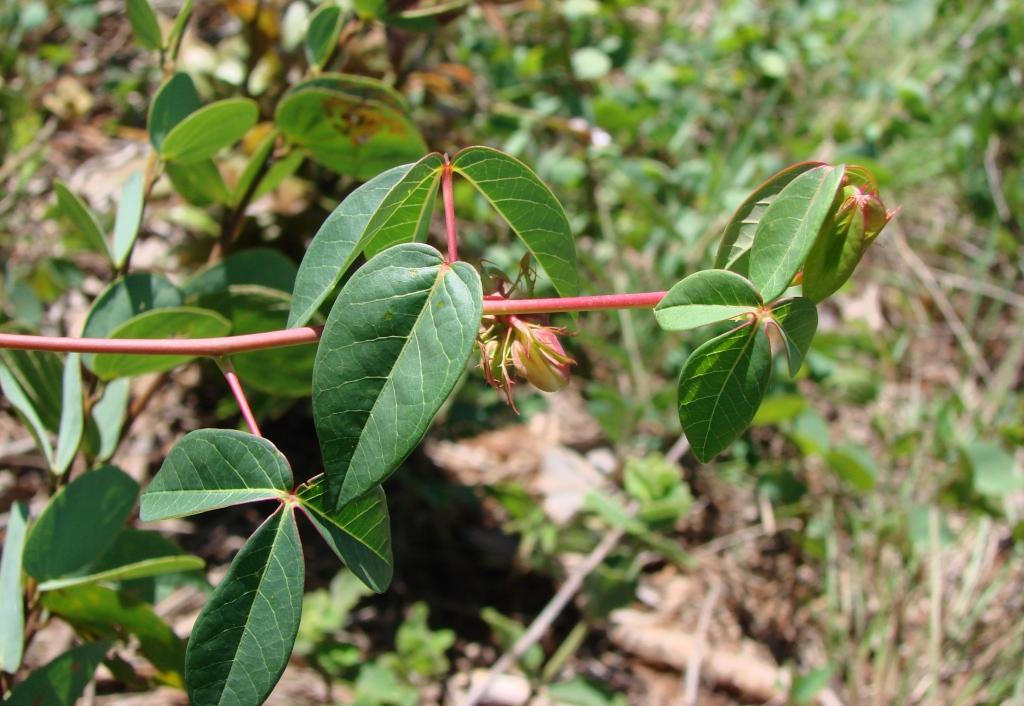
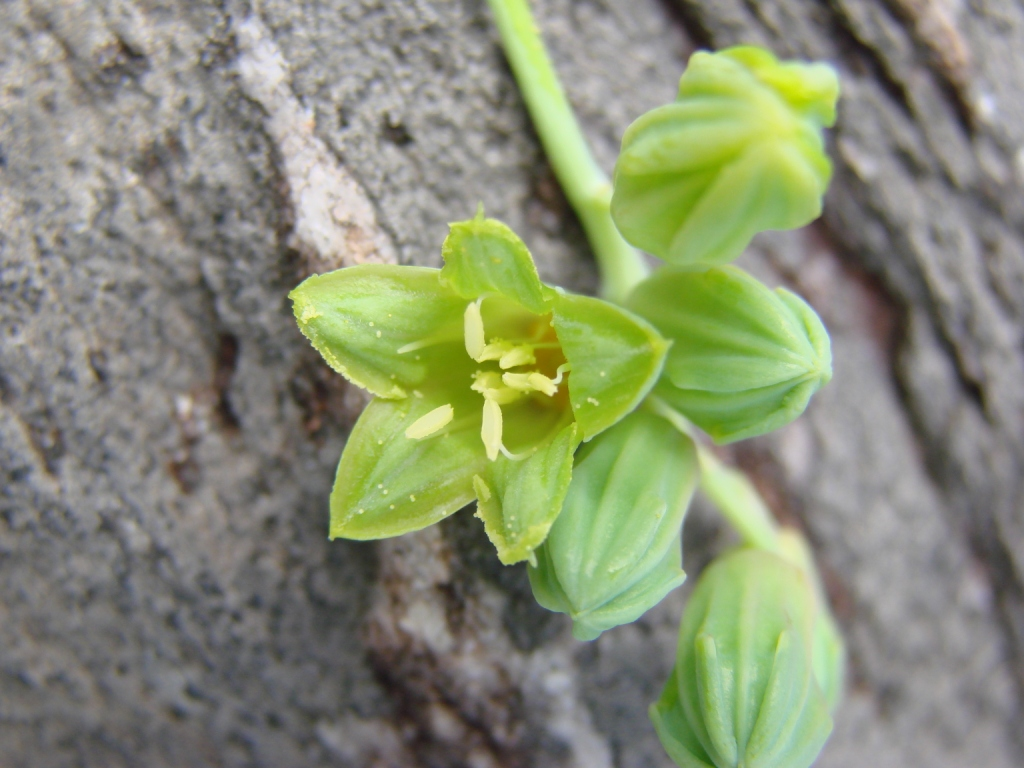